# NGC 5076
NGC 5076 est une galaxie lenticulaire située dans la constellation de la Vierge. Sa vitesse par rapport au fond diffus cosmologique est de 3 306 ± 48 km/s, ce qui correspond à une distance de Hubble de 48,8 ± 3,5 Mpc (∼159 millions d'al). NGC 5076 a été découverte par l'astronome germano-britannique William Herschel en 1784.